# Schizopyge dainellii
Schizopyge dainellii är en fiskart som först beskrevs av Vinciguerra, 1916.  Schizopyge dainellii ingår i släktet Schizopyge och familjen karpfiskar. Inga underarter finns listade i Catalogue of Life.